# Terentius (dux)
Terentius war der Name von ein oder zwei Persönlichkeiten, die als hohe Stabsoffiziere in der spätrömischen Armee dienten. Als duces hatten sie unter Kaiser Valentinian I. (364–375) bzw. Valens (364–378) den militärischen Oberbefehl über die pannonische Provinz Pannonia Valeria und die römischen Truppen in dem in Ostkleinasien und Transkaukasien gelegenen Königreich Armenien inne.

## Forschung
Der pannonische dux Terentius ist insbesondere durch seine Ziegelstempel bekannt geworden, die an verschiedenen Militärplätzen aus dem Boden kamen; über den armenischen Terentius berichtet der zeitgenössische Geschichtsschreiber Ammianus Marcellinus. Zudem gibt es ein Brieffragment Basilius des Großen, das an diesen Provinzkommandeur gerichtet ist. Anhand von datierbaren Grabungsbefunden aus Ungarn wird heute weitgehend davon ausgegangen, dass der in der Pannonia Valeria als Dux Valeriae ripensis eingesetzte Terentius im Jahr 371 sein Amt an seinen Nachfolger Frigeridus übertrug, während der für Armenien tätige Offizier gleichen Namens nachweislich zwischen 369 und 374 das Militär dieser Provinz befehligte. Da das Datum 371 in der Forschung trotz allem Dafürhalten auch immer wieder diskutiert wurde, ist eine abschließende Beurteilung über den Sachverhalt, ob es sich bei den beiden Kommandeuren um zwei unterschiedliche Personen handelt, noch nicht erfolgt.

## Terentius alsdux Valeriae

Der spätantike Limes im Großraum des Donauknies mit Eintragung Burgi zwischen Visegrád–Gizellamajor und Visegrád–Sibrik

Insbesondere die Fundumstände bei zwei in Ungarn gelegenen Burgi zwischen den Kastellen Visegrád–Gizellamajor und Visegrád–Sibrik legen nahe, dass eine Übereinstimmung der beiden bekannten Kommandeure gleichen Namens unwahrscheinlich ist. Die einzige Möglichkeit, den oben genannten archäologischen Befund vom Donauknie und die schriftlichen Quellen in Übereinstimmung zu bringen, besteht darin, anzunehmen, dass beim Bau des Burgus Visegrád-Steinbruch ältere Ziegel des damals schon nicht mehr amtierenden Terentius mit verbaut worden sind. Damit wäre Platz für die Überlegung, eine Amtsübergabe an Frigeridus für 369/370 anzunehmen. Da die Datierung einer Bauinschrift, die den wahrscheinlich unmittelbaren Amtsvorgänger des Terentius nennt (Augustianus), bis spätestens in das Jahr 367 reicht, ist mit dem Dienstantritt des Terentius in diesem Zeitraum zu rechnen.

## Terentius alscomes et dux Armeniae
Der persische Großkönig Schapur II. (309–379) marschierte bald nach dem Tod Kaiser Jovians (364) in Armenien ein, das vom römisch-persischen Friedensvertrag von 363 ausgenommen gewesen war. Der dort regierende, mit den Römern verbündete König Arschak II. musste sich ihm alleine entgegenstellen, da sich Jovian in dem für Rom sehr nachteiligen Vertrag von 363 verpflichtet hatte, in Armenien im Fall eines persischen Einmarsches nicht einzugreifen. Es gelang den Eindringlingen, Arschak II. um 368 gefangen zu nehmen, zu blenden und in Ketten zu legen. Doch auch nach diesem Erfolg hatte Schapur Armenien nicht vollständig unter Kontrolle, da die Königin Pharandzem und ihr Sohn Pap (Pabak) die Hauptstadt Artogerassa gegen die Perser behaupteten und sich zudem nur ein Teil der armenischen Aristokraten auf die Seite der Perser stellte. Auch bei dem Versuch, zwei armenische Adlige, Artabannes und Kylakes, auf Pharandzem anzusetzen, scheiterte Schapur, da es der Königin gelang, diese wieder „umzudrehen“. Das Ergebnis war die Niederlage des persischen Expeditionsheeres. Dennoch blieb ein Großteil des Landes unter Kontrolle der Perser.
Aus Furcht vor einem Rachefeldzug der Perser floh Pap zum neuen oströmischen Kaiser Valens. Dieser suchte ohnehin nach einem Anlass für einen neuen Perserkrieg, um den Vertrag von 363 revidieren zu können. Als römischer Klientelkönig sollte der Armenier daher unter Begleitung römischer Truppen in seine Heimat zurückkehren. Diese Aufgabe übertrug der Kaiser dem 369 zum armenischen dux ernannten Terentius. Dies nun sah Schapur wiederum – mit Recht – als Vertragsbruch an, stürmte noch im gleichen Jahr Artogerassa, ging scharf gegen die Christen in der Region vor und ließ Königin Pharandzem grausam hinrichten, während Pap vorübergehend in die Berge floh und sich später von Schapur in eine von ihm inszenierte Intrige verwickeln ließ. An deren Ende hatte der Armenier mindestens zwei seiner wichtigsten Getreuen und anscheinend auch den armenischen Katholikos töten lassen.
Den Berichten Ammians zufolge hatte Terentius den Kaiser bereits vor der Abreise nach Armenien vor Paps zweifelhaften Charakter gewarnt, doch soll, glaubt man den Überlieferungen, auch der stets ergeben und besonnen erscheinende Terentius selber ein übler Unruhestifter gewesen sein. 370 beorderte Valens den Heermeister Arinthaeus nach Armenien, Terentius mit zwölf Legionen in das nördlich angrenzende Iberien. Dort sollte der 363 von Schapur vertriebene König Sauromaces II. wiedereingesetzt werden. Der persische Großkönig hatte anstelle dieses Herrschers dessen perserfreundlichen Vetter Aspacures II. auf den Thron gesetzt. Die Römer erlangten aber bald die Kontrolle über Iberien und teilten das Land zwischen den beiden Königen auf, was im Sommer 371 allerdings wieder zum Krieg mit dem darüber erzürnten Schapur führte. Die persischen Truppen erlitten jedoch gegen den aus Ägypten herbeibeorderten und zum comes ernannten Traianus und den mit Rom verbündeten ehemaligen Alamannenkönig Vadomar eine empfindliche Niederlage.
Nachdem die Römer 372 so ihre Herrschaft in Armenien erneuert hatten, kamen auch Fragen nach einer Neuorganisation der armenischen Kirche auf die Tagesordnung. Die Bezeichnung comes et dux Armeniae für Terentius ist durch ein erhaltenes Brieffragment überliefert, das der zum Metropoliten berufene Basilius der Große an diesen gerichtet hat. Der einflussreiche Terentius, ein überzeugter Anhänger des nicänisch geprägten Christentums und Freund des Basilios, hatte vom Kaiser den Befehl erhalten, den Geistlichen über sein neues Amt zu informieren. In dem erhaltenen Brief des Basilios wiederum beschreibt dieser seine anschließenden Bemühungen als Metropolit, das Kirchenwesen Armeniens zu reorganisieren und innerkirchliche Schwierigkeiten aufzulösen. Möglicherweise war es der von Ammianus nicht sehr vorteilhaft charakterisierte Terentius selbst gewesen, der sich während seiner Zeit als Oberkommandierender der Truppen in Armenien bei Kaiser Valens für seinen Freund eingesetzt hat.
Nachdem Schapur sich also des Klientelkönigs Pap als Werkzeug seiner von ihm angezettelten Intrige bedient hatte und ein wichtiger Kirchenführer dabei umgekommen war, ersuchte Kaiser Valens den Armenier, zu ihm zu kommen, um ihn in Ehrenhaft nehmen zu können. Doch Pap widersetzte sich und wurde damit für die Römer endgültig zu einem unkalkulierbaren Risiko für ihre Interessen in Armenien. 373 wurde Terentius, der Valens bedrängt haben soll, einen neuen armenischen König zu ernennen, daher mit der Beseitigung Paps beauftragt. Es gelang, Pap im Herbst 374 zu seinem Erscheinen auf einem Gastmahl von Terentius’ Nachfolger Traianus zu bewegen, wo er bei einem Hinterhalt erschlagen wurde. Der römisch-persische Konflikt um Armenien wurde dann einige Jahre später – wohl 387 – durch einen Vertrag beigelegt, der die Teilung des Landes in eine römische und eine persische (Persarmenien) Interessenssphäre vorsah.

## Bekannte Oberkommandeure der Provinz Valeria
| Name         | Amtsbezeichnung                                               | Zeitstellung                  | Bemerkung |
| ------------ | ------------------------------------------------------------- | ----------------------------- | --- |
| Augustianus  | viro clarissimo comite ordinis primi et duce Valeriae limitis | 364/365–367                   | Erwähnt in einer Bauinschrift aus Esztergom. Nach Sándor Soproni könnte sie zum Kastell Esztergom-Hideglelőskereszt gehört haben. |
| Terentius    | dux Valeriae                                                  | 367/368 bis spätestens 371    | Der Ausbau von Binnenfestungen und Limesanlagen ist archäologisch feststellbar. |
| Frigeridus   | vir perfectissimus, dux Valeriae                              | ab spätestens 371 bis 373/374 | Frigeridus ist wahrscheinlich germanischer Abstammung. In seiner Amtszeit werden der Ausbau von Binnenfestungen und Limesanlagen energisch vorangetrieben. |
| Marcellianus | dux Valeriae                                                  | ab 373/374                    | Marcellianus ist aus Pannonien gebürtig. Aufgrund der Kriegswirren 374–375 und der anschließenden Ereignisse gegen germanische und sarmatische Feinde (u. a. Zusammenbruch des Limes Sarmatiae) stocken die Arbeiten am Limes und werden teilweise ganz aufgegeben. |